# Leo Frank
Leo Max Frank, född 17 april 1884 i Cuero i Texas, död 17 augusti 1915 i Marietta i Georgia, var en amerikansk man av judisk börd som den 24 maj 1913 dömdes för våldtäkt och mord på 13-åriga Mary Phagan. Efter att domen avkunnats lynchades Frank av en grupp män som kallade sig Knights of Mary Phagan, Mary Phagans riddare.
Domen och lynchningen utlöste en motreaktion. År 1913, startades den amerikanska organisationen ADL (Anti-Defamation League) som kämpar för alla judars lika värde och att alla skall ha samma rättigheter att försvara sig inför lagen. Då Leo Frank var jude, kom ADL främst att fokusera på att skydda det judiska folket mot förföljelse och negativ särbehandling.
I efterhand har det ifrågasatts huruvida Leo Frank över huvud taget var skyldig. Huvudvittnet vid rättegången var en av Phagans barndomskamrater som vittnade om att Frank vid ett flertal tillfällen försökt förföra Phagan.

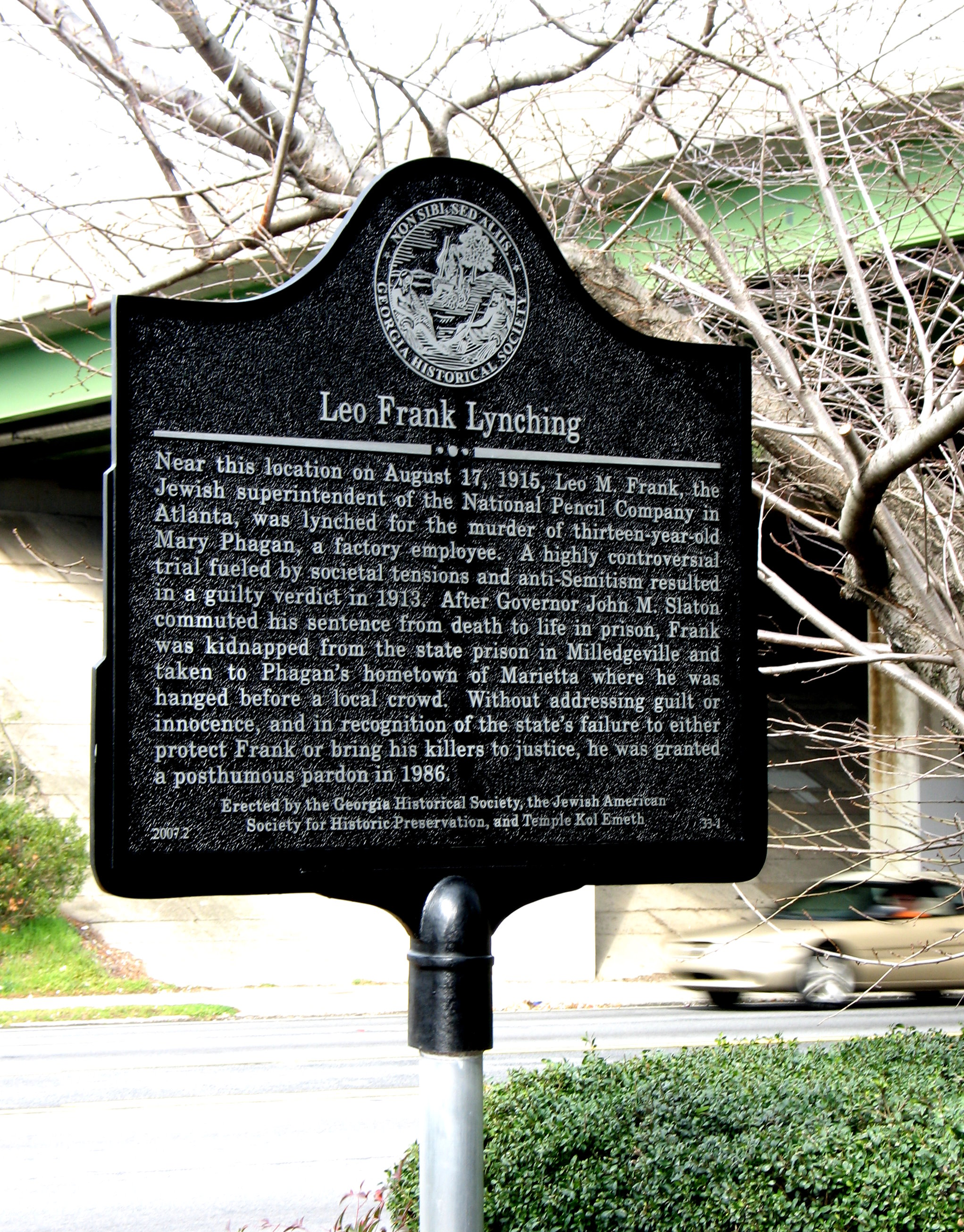
Minnesmärke vid platsen där Leo Frank hängdes. På skylten omnämns den postuma benådningen 1986.

År 1986 benådades Leo Frank postumt av staten Georgia med följande motivering:
| ” | Without attempting to address the question of guilt or innocence, and in recognition of the State’s failure to protect the person of Leo M. Frank and thereby preserve his opportunity for continued legal appeal of his conviction, and in recognition of the State’s failure to bring his killers to justice, and as an effort to heal old wounds, the State Board of Pardons and Paroles, in compliance with its Constitutional and statutory authority, hereby grants to Leo M. Frank a Pardon. | „ |

En betydelsefull orsak till benådningen var ett vittnesmål 1982 av den då 83-årige Alonzo Mann, som då angav att han som ung kontorspojke sett en annan person, Jim Conley, förflytta Mary Phagans kropp samma dag som hon mördades.

## Galleri

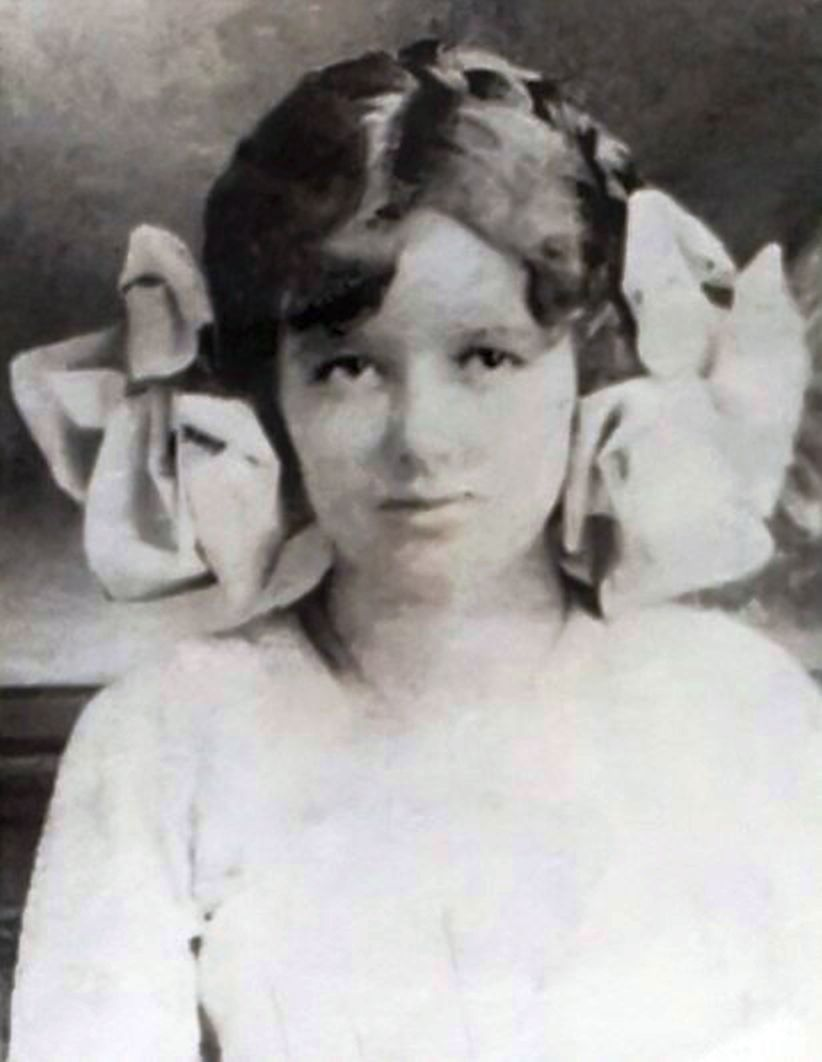
Mary Phagan
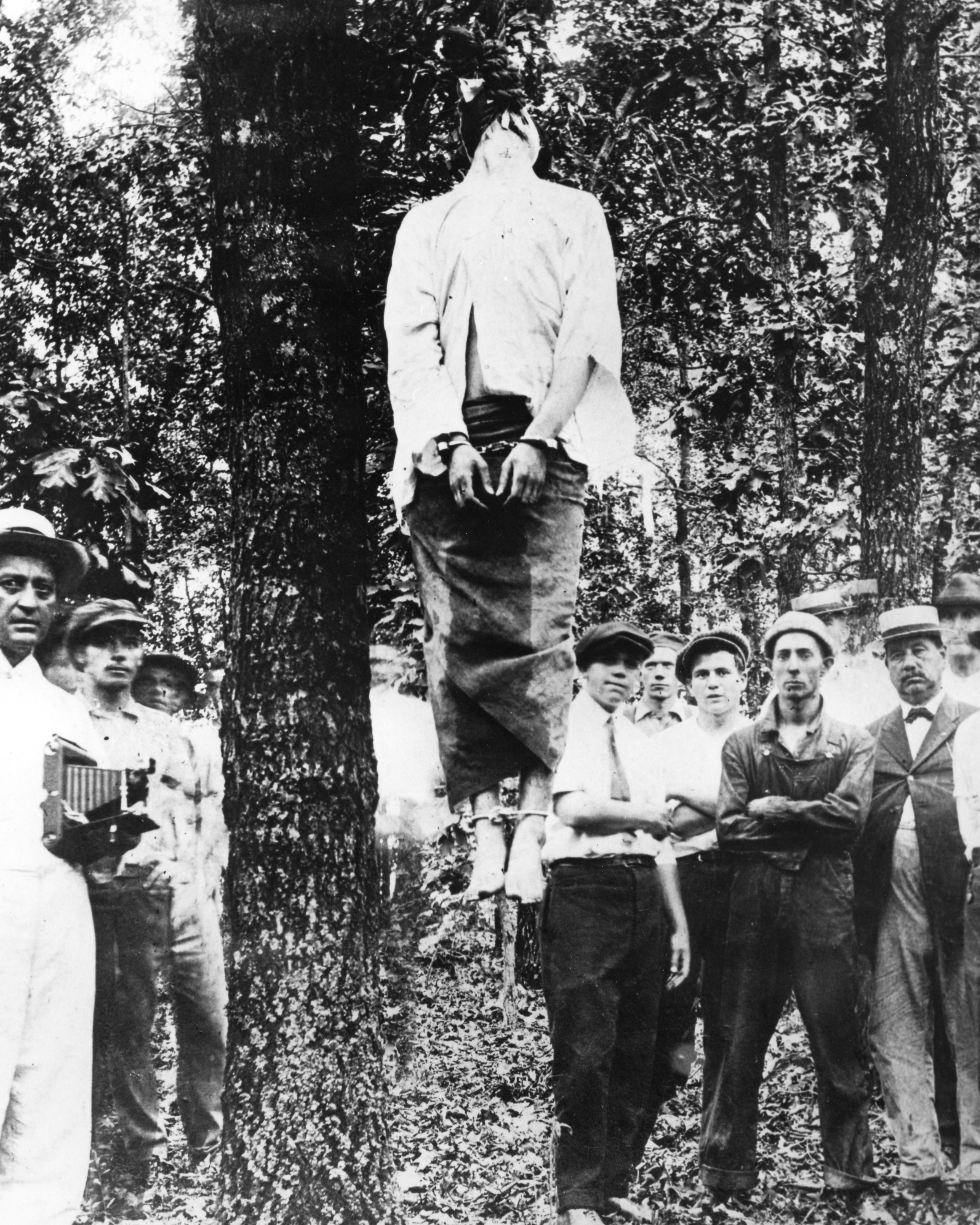
Lynchningen av Leo Frank